# Grimoald I van Benevento
Grimoald I (rond 610 - 671) was van 651 tot 662 hertog van Benevento en van 662 tot 671 koning van de Lombarden.
Hij werd waarschijnlijk in 610 geboren. Zijn vader was hertog Gisulf II van Friuli en zijn moeder was de Beierse prinses Ramhilde, dochter van hertog Garibald I van Beieren. Hij volgde zijn broer Radoald (646-651) als hertog van Benevento op. Daarvoor was hij vanaf 642, samen met Radoald, regent geweest voor hun mentaal minder goed tot regeren in staat zijnde adoptief broer Aiulf I. Hij trouwde met prinses Theodota, dochter van koning Aripert I. Hun zoon was Garibald.
Na in 662 te zijn opgeroepen om koning Godepert bij te staan in een oorlog tegen diens broer koning Perctarit keerde Grimoald zich tegen beide koningen. Met behulp van hertog Garibald van Turijn vermoordde hij Godepert en dwong hij Perctarit te vluchten. Hij stuurde Perctarits vrouw en zoon naar Benevento en nam het koningschap van de Lombarden op zich. Daarna trad hij in het huwelijk met de zuster van de vermoorde Godepert. Op deze manier relateerde hij zich zelf aan de Beierse dynastie van Theodelinda.
Grimoald gaf het hertogdom Benevento aan zijn oudste zoon Romuald (662-677).